# Alberto Margheritini
Alberto Margheritini (Roma, 17 settembre 1928 – Roma, 2006) è stato un cestista italiano.

## Carriera
Con la Nazionale ha preso parte agli Europei 1953 e Europei 1955; in totale ha collezionato 51 presenze e 195 punti in maglia azzurra.